# Symphysodon squarrosus
Symphysodon squarrosus är en bladmossart som beskrevs av Pierre Tixier 1970 [1971. Symphysodon squarrosus ingår i släktet Symphysodon och familjen Pterobryaceae. Inga underarter finns listade i Catalogue of Life.